# Station Orzesze Miasto
Station Orzesze Miasto is een spoorwegstation in de Poolse plaats Orzesze.